# Rio Bucşoiu
O Rio Bucşoiu é um rio da Romênia afluente do Rio Valea Glăjăriei, localizado no distrito de Braşov.